# Margit Hauft

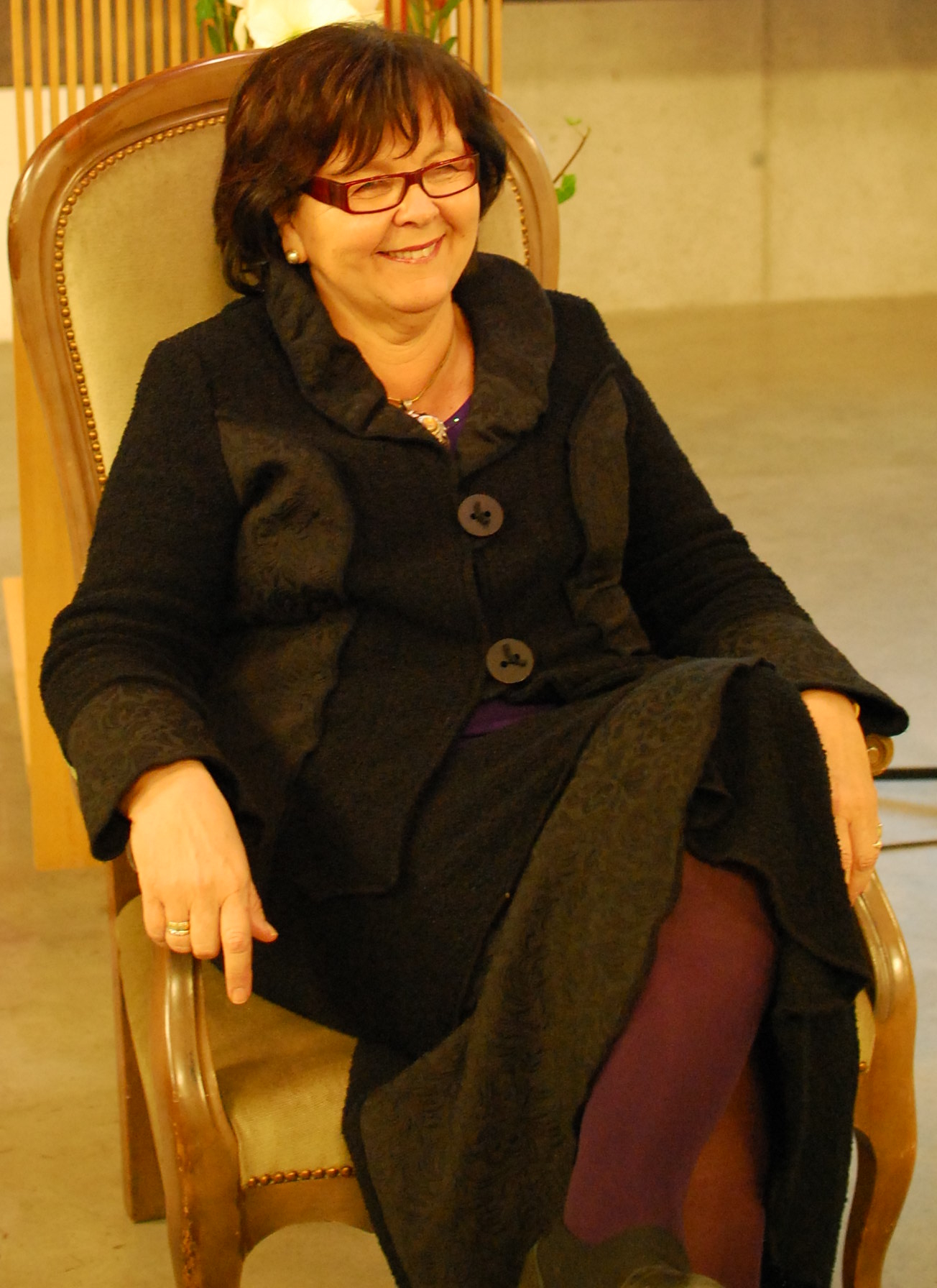
Margit Hauft (2009)

Margit Hauft (* 13. November 1949) ist eine österreichische Religionspädagogin und war von 2000 bis 2011 Vorsitzende der Katholischen Frauenbewegung Österreichs.

## Leben und Ausbildung
Hauft maturierte 1969 und war zunächst Buchhalterin, bevor sie ab 1971 die Ausbildung zur Religionslehrerin absolvierte und anschließend eineinhalb Jahre an zwei Welser Volksschulen unterrichtete. Sie ist verheiratet, hat vier Töchter und lebt in Wels.

## Kirchliches Engagement
Sie engagierte sich zunächst in der Katholischen Frauenbewegung auf Ortsebene und gründete und leitete von 1982 bis 1992 das Bildungs- und Begegnungszentrum Treffpunkt der Frau in Wels, das aus Spargründen 2010 geschlossen werden musste.
Von 1997 bis 2003 war sie Leiterin der Frauenkommission der Diözese Linz und ab dem Jahr 2000 bis 2011 stand sie an der Spitze der Katholischen Frauenbewegung sowohl in Oberösterreich als auch österreichweit. Von 1999 bis 2011 führte sie nach Eduard Ploier als erste Frau den Vorsitz in der Katholischen Aktion Oberösterreich und war bis 2008 geschäftsführende Vorsitzende des Pastoralrates der Diözese Linz. 
Seit 2001 vertritt sie als parteiunabhängige Entsandte das Land Oberösterreich im ORF-Stiftungsrat. 
Seit 2013 fungiert sie nach Peter Pawlowsky (geschäftsführender Obmann) und Herbert Kohlmaier (erster gewählter Obmann) als gewählte Vorsitzende der Laieninitiative.
Sie begleitete den Werdegang des Integrationsvereins Land der Menschen - Aufeinander Zugehen OÖ. und war von 2006 bis 2012 Obfrau. 
Neben ihren zahlreichen offiziellen Funktionen ist sie als Referentin in der Erwachsenenbildung tätig.

## Auszeichnungen
- Florianmedaille der Diözese Linz (2009)[4]
- Elfriede-Grünberg-Preis (2012)[5]